# Hyringa socken
Hyringa socken i Västergötland ingick i Viste härad, ingår sedan 1971 i Grästorps kommun och motsvarar från 2016 Hyringa distrikt.
Socknens areal är 21,47 kvadratkilometer varav 21,41 land. År 2000 fanns här 193 invånare. Hedåkers säteri, Ekedals herrgård samt Hyringa kyrkoruin ligger i socknen. Sockenkyrka är från 1868 Fridhems kyrka gemensam för flera socknar och liggande utanför denna socken.

## Administrativ historik
Socknen har medeltida ursprung.
Den 1 januari 1951 (enligt beslut den 10 februari 1950) överfördes till Längnums socken fastigheterna Lekunga Skattegården 1:12-1:15, Hedåker 1:12 och Eneryd 1:4 med 3 invånare och omfattande en areal av 0,13 km², varav allt land.
Vid kommunreformen 1862 övergick socknens ansvar för de kyrkliga frågorna till Hyringa församling och för de borgerliga frågorna bildades Hyringa landskommun. Landskommunen uppgick 1952 i Grästorps landskommun som 1971 ombildades till Grästorps kommun. Församlingen uppgick 2002 i Fridhems församling.
1 januari 2016 inrättades distriktet Hyringa, med samma omfattning som församlingen hade 1999/2000. 
Socknen har tillhört län, fögderier, tingslag och domsagor enligt vad som beskrivs i artikeln Viste härad. De indelta soldaterna tillhörde Västgöta-Dals regemente, Livkompaniet och Västgöta regemente, Barne kompani.

## Geografi
Hyringa socken ligger sydost om Grästorp. Socknen är en uppodlad slättbygd med kuperad skogsbygd i sydost vid Kedumsbergen.

## Fornlämningar
Lösfynd och två hällkistor från stenåldern är funna. Från bronsåldern finns skålgropsförekomster. Från järnåldern finns stensättningar. En runsten har påträffats i kyrkan

## Äldre historia
Största byn var Lekunga som nämns Lekwanghae år 1338. År 1565 bestod socknen av 2 hela skattehemman, 6 hela och 1 halft frälsehemman samt 5 hela och 3 halva kyrkhemman. 
Gården Hedåker (Hedakrum år 1386) innehades i slutet av 1300-talet av Amund Hatt d.y. Här utfärdade Jon Bengtsson (djur) sitt testamante 1420. 

## Namnet
Namnet skrevs 1412 Hyrninghe och kommer från kyrkbyn. Efterleden inge är en inbyggarbeteckning. Förleden innehålla troligen horn, syftande på em terrängforamtion.